# دوروپلاست

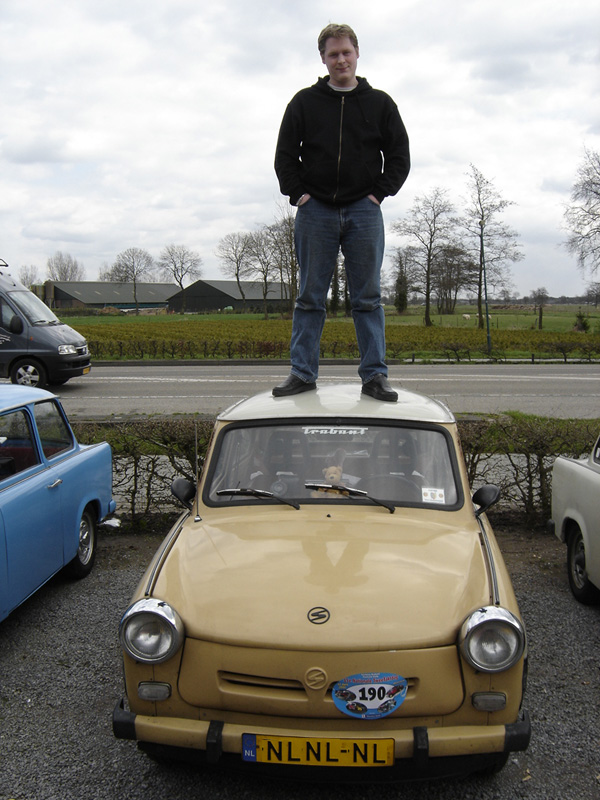
یک مرد ایستاده روی سقف یک خودرو که بیشتر با دوروپلاست ساخته شده‌است

دوروپلاست (به انگلیسی: Duroplast) یک ماده کامپوزیت، ترموست است، که ارتباط نزدیکی با فرمیکا و باکالیت دارد. دوروپلاست یک رزین پلاستیک است که توسط الیاف (کتان یا پشم) تقویت شده، که آن را تبدیل به یک کامپوزیت تقویت شده با فیبر کرده‌است.
این ماده که مخلوطی زمخت از آشغال پنبه و صمغ رازیانه بود تا ماده‌ای ضدزنگ و ابدی باشد در طبیعت تجزیه نمی‌شود و در صورت سوختن بسیار سمی است و در تولید انبوه ترابانت به عنوان یکی از خودروهای مردمی مورد استفاده قرار گرفته بود از این رو بقایای ترابانت‌های فرسوده یا از وسط نصف شده و به استفاده‌های عجیب می‌رسیدند یا اینکه در کنار جاده‌ها منظره‌ای مانند یک خودروی زامبی ایجاد می‌کردند.